# خوسيه ماريا فلوريس بورلون
خوسيه ماريا فلوريس بورلون (بالإسبانية: José María Flores Burlón) مواليد 10 فبراير 1955 في مونتفيدو، هو ملاكم أوروغوياني يصنف ضمن فئة وزن خفيف الثقيل.

## إحصائيات
خاض خلال مسيرته 115 نزالا، فاز في 96 وتعادل في 8 وخسر في 11. فاز بالضربة القاضية في 47 نزالا.

## روابط خارجية
- خوسيه ماريا فلوريس بورلون على موقع بوكس ريك (الإنجليزية) (registration required)